# Patrice Vicq
Patrice Vicq, né le 20 décembre 1944 à Vesoul, est un footballeur et avocat français.

## Biographie
Il joue au poste de milieu offensif.
Il commence sa carrière au FC Nancy de 1963 à 1965. Après une saison au SA Épinal, il découvre la Division 1 avec le RC Strasbourg pendant deux saisons puis rejoint le FC Metz en 1969. 
De 1971 à 1974, il défend les couleurs de l'AS Nancy-Lorraine, avant de terminer sa carrière de footballeur au SA Épinal. 
Après sa carrière de footballeur, il exerce le métier d'avocat. Il est bâtonnier du barreau de Nancy en 2000 et 2001.
Il est le gendre du médecin et homme politique vosgien Jean Poirot.